# KP Водолея
KP Водолея (лат. KP Aquarii), HD 210296 — одиночная переменная звезда в созвездии Водолея на расстоянии приблизительно 2022 световых лет (около 620 парсеков) от Солнца. Видимая звёздная величина звезды — от +8,15m до +8,03m.

## Характеристики
KP Водолея — красный гигант, пульсирующая медленная неправильная переменная звезда (LB:) спектрального класса M1/M2III. Эффективная температура — около 3844 К.